# 马哈茂德·塞夫凯特帕夏
馬哈茂德·塞夫凱特帕夏（土耳其語：Mahmut Şevket Paşa；1856年—1913年6月11日），奧斯曼帝國末期將領與政治家，並在1913年1月23日－6月11日出任大維齊爾。
他生於巴格達，他的出身有伊拉克阿拉伯人、格魯吉亞人和車臣人幾種說法。他後前往伊斯坦堡軍事學院學習，在1882年加入陸軍成為一個中尉。他在駐克里特島時期曾在法國留了一段時間研究軍事技術，然後他回到軍校當教員。
他後到德國旅行，在科尔玛·冯·德·戈尔茨手下工作，回國後出任科索沃省長，並指揮第三集團軍，平息了反對青年土耳其黨人革命的反政變（331事件）。作为恩维尔帕夏的密友，塞夫凯特帕夏在突袭高门政变结束后组阁，内阁成员全部为联合进步委员会成员。
除了出任大維齊爾，在軍事方面，在1911年他創建了奧斯曼空軍並把第一輛汽車引入伊斯坦堡，並制訂了很多重要的航空軍事計劃，因此奧斯曼空軍成為了世界上最早開拓航空的軍事機構之一。
他於1913年6月11日在伊斯坦堡被暗殺。